# Xfire
Xfire è stato un servizio software proprietario, freeware, di messaggistica istantanea con funzionalità di server browser per videogiochi, e molte altre caratteristiche, pensato per videogiocatori che usano il computer per giocare.
Xfire era sviluppato da Ultimate Arena con sede in Menlo Park California, ed era disponibile solo per sistemi operativi Windows.

## Caratteristiche
- Chat vocale e testuale
- Chat di gruppo
- Chat ingame (finestre di chat nei giochi a schermo intero)
- Visualizzazione stato della partita degli amici
- Visualizzazione statistiche di gioco
- Visualizzazione statistiche su profilo pubblico
- Visualizzazione statistiche tramite immagine dinamica (miniprofilo)
- Schede informative sui videogiochi
- Possibilità di creare squadre
- Possibilità di cercare e sfidare altre squadre
- Creazione di una lista di server preferiti
- Visualizzazione informazioni sullo stato e le impostazioni del server
- Ricerca server secondo le proprie esigenze
- Trasferimento file tra amici
- Download automatico di patch per videogiochi e per Xfire
- Gestione automatica della banda
- Possibilità di scattare foto e video in-game
- Possibilità di postare sul proprio profilo online foto e video
- Conteggio ore di gioco

## Lingue

### Lingue del software
- Dansk (Danese)
- Deutsch (Tedesco)
- English (Inglese)
- Español (Spagnolo)
- Français (Francese)
- Italiano
- Magyar (Ungherese)
- Nederlands (Olandese)
- Norsk (Norvegese)
- Polski (Polacco)
- Português (Portoghese)
- Svenska (Svedese)
- 中文（简体） (Cinese semplificato)
- 中文（繁体） (Cinese)
- 日本語 (Giapponese)
- 한국어 (Coreano)

### Lingue del sito
- English (Inglese)
- Deutsch (Tedesco)